# Astragalus syringus
Astragalus syringus är en ärtväxtart som beskrevs av Chamberlain. Astragalus syringus ingår i släktet vedlar, och familjen ärtväxter. Inga underarter finns listade i Catalogue of Life.